# Jean Casimir-Perier

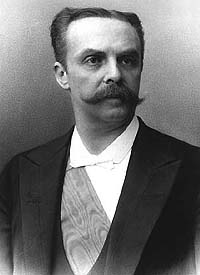
Jean Casimir-Périer

Jean Paul Pierre Casimir-Perier (* 8. November 1847 in Paris; † 11. März 1907 ebenda) war vom 27. Juni 1894 bis zum 16. Januar 1895 der fünfte Staatspräsident der Dritten Französischen Republik.

## Leben
Der Sohn von Auguste Casimir-Perier (Innenminister unter Adolphe Thiers) und Enkel von Casimir Pierre Périer (Ministerpräsident unter Louis-Philippe) wurde am 8. November 1847 in Paris geboren. Er zeichnete sich 1870 während des Deutsch-Französischen Kriegs als Kapitän der Mobilgarde bei der Verteidigung von Paris aus. Sein politisches Wirken begann 1871 als Kabinettschef seines Vaters im Innenministerium. Hatte er bisher den Familiennamen Périer geführt, so erhielt er im April 1874 mit seinem Vater die Erlaubnis, seinen Namen in Casimir-Perier umzuwandeln.
1874 war Casimir-Perier Generalrat des Départements Aube. 1876 wurde er vom gleichen Département als republikanischer Kandidat in die Deputiertenkammer gewählt. Trotz der Tradition seiner Familie schloss er sich in der Deputiertenkammer dem linken Zentrum an. Als der Präsident Patrice de Mac-Mahon am 16. Mai 1877 den Regierungschef Jules Simon entließ und ein reaktionäres Kabinett unter der Führung von Albert de Broglie einsetzte, gehörte Casimir-Perier zu den 363 Abgeordneten, die ein Misstrauensvotum gegen die neue Regierung unterzeichneten. Am 20. Dezember 1877 wurde er unter Agénor Bardoux Unterstaatssekretär im Ministerium für  öffentlichen Unterricht, schöne Künste und Kultus und bekleidete dieses Amt bis zum Rücktritt des Ministeriums am 30. Januar 1879.
Als 1883 das Gesetz über die Ausweisung der französischen Herrscherfamilie zur Beratung stand, legte Casimir-Perier sein Abgeordnetenmandat nieder, weil er seine eigene republikanische Überzeugung nicht mit seinen orléanistischen Familientraditionen in Einklang zu bringen vermochte. Er wurde jedoch noch in demselben Jahr wiedergewählt und  am 17. Oktober 1883 zum Unterstaatssekretär des Kriegsministeriums ernannt, was er bis zum Rücktritt des Kabinetts von Jules Ferry am 30. März 1885 blieb. Von 1890 bis 1892 fungierte er als Vizepräsident der Deputiertenkammer, bevor er am 10. Januar 1893 deren Präsident wurde. Nach dem Rücktritt von Charles Dupuy am 3. Dezember 1893 mit der Bildung eines neuen Kabinetts betraut, wurde er Ministerpräsident und übernahm gleichzeitig die Führung des Auswärtigen Amtes. Schon am 22. Mai 1894 zwang ihn jedoch die Verbindung der Rechten mit der extremen Linken zum Rücktritt, indem sie im Gegensatz zur Regierung verlangten, dass das Gesetz über die Bildung von Arbeitersyndikaten auch für die im Staatsdienst beschäftigten Arbeiter gelten sollte. Da ihm Dupuy als Ministerpräsident folgte, wurde Casimir-Perier am 2. Juni 1894 an dessen Stelle wieder Kammerpräsident.
Nach der Ermordung des Staatspräsidenten Marie François Sadi Carnot (25. Juni 1894) wurde Casimir-Perier am folgenden 27. Juni im ersten Wahlgang von den Rechten und den gemäßigten Republikanern mit 451 von 853 abgegebenen Stimmen zum fünften Präsidenten der Dritten Französischen Republik gewählt, während auf die Gegenkandidaten Henri Brisson 195 Stimmen und Charles Dupuy 97 Stimmen entfielen. Das sofort eingereichte Abschiedsgesuch Dupuys nahm er nicht an. In der Antrittsbotschaft, die er am 3. Juli an den Senat und an die Deputiertenkammer richtete, bekundete er die Absicht, wieder einen entscheidenderen Einfluss auf die Regierung auszuüben, als es seine Vorgänger getan hatten. Zur allgemeinen Überraschung verkündete Casimir-Perier jedoch bereits einen Tag nach der am 15. Januar 1895 erfolgten Demission des Kabinetts Dupuy auch seinen eigenen Rücktritt. Er erklärte diesen Schritt damit, dass er von den Ministern nicht in deren Entscheidungsprozesse eingebunden und von ihnen auch nicht über politische Ereignisse, insbesondere der Außenpolitik, informiert worden sei.
Dies bedeutete für Casimir-Perier, der sich hiernach in erster Linie um sein Geschäft kümmerte, zugleich den Rückzug aus der Politik. Im Revisionsprozess um Alfred Dreyfus vor dem Kriegsgericht in Rennes (7. August – 9. September 1899) waren die Aussagen Casimir-Periers gegensätzlich zu denen des Belastungszeugen, dem früheren Kriegsminister Général Auguste Mercier.

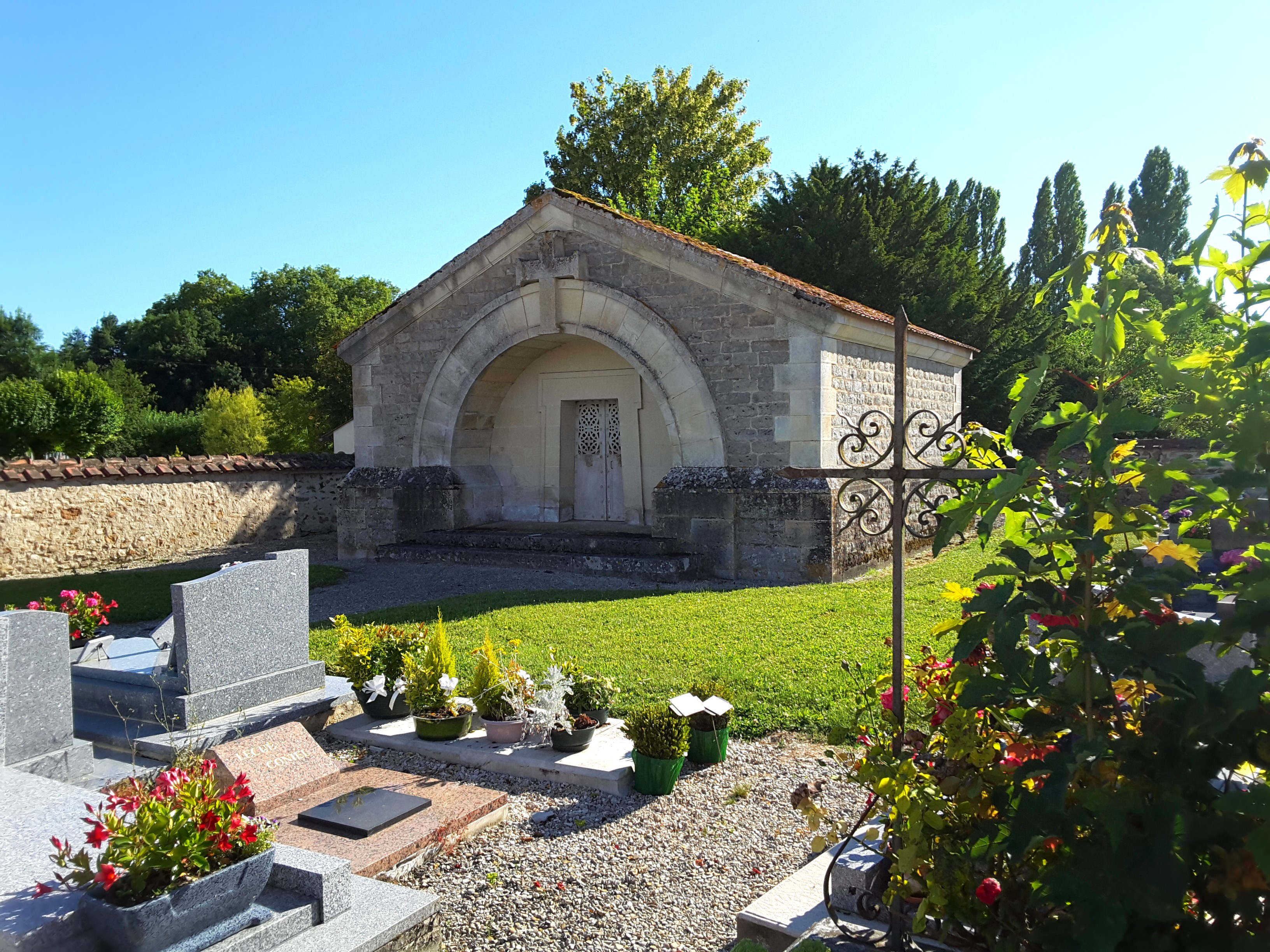
Grab Jean Casimir-Periers

Casimir-Perier war Träger des Großkreuzes der Ehrenlegion. Er starb am 11. März 1907 im Alter von 59 Jahren in Paris. Er ruht in der Familienkapelle auf dem Friedhof von Pont-sur-Seine.